# Gerard Bofill
Gerard Bofill Vaqué (nacido en Barcelona, España), más conocido como Gerard Bofill, es un entrenador de fútbol español que actualmente dirige al CE Sabadell

## Trayectoria
Nacido en Barcelona, compaginó su carrera de jugador con la de coordinador y director de fútbol base, gracias a su estudios de licenciatura en INEF.
Con apenas 22 años, le diagnosticaron un osteosarcoma y tuvo que pasar por quirófano varias veces. Tras establecer su residencia en Gerona, trabajaría en las categorías inferiores del Girona FC a la misma vez que gestionaría un hotel rural.
El 22 de diciembre de 2022, firma como segundo entrenador de Miki Lladó en el CE Sabadell de la Primera División RFEF. Durante la temporada 2022-23, estuvo al frente del primer equipo durante 6 partidos tras la sanción que tuvo Miki Lladó después de su expulsión y declaraciones en el partido CD Eldense frente al CE Sabadell, donde logró 5 triunfos. 
El 10 de octubre de 2023, se convierte en primer entrenador del CE Sabadell de la Primera Federación tras la destitución de Miki Lladó y al que le acompañaría Ángel Martínez Cervera.
El 19 de noviembre de 2023, es destituido del cargo, tras marcar un récord histórico en el club, con siete derrotas consecutivas.

## Clubes

### Como entrenador
| Club                        | País   | Año             |
| --------------------------- | ------ | --------------- |
| CE Sabadell (2º entrenador) | España | 2022-2023       |
| CE Sabadell                 | España | 2023-actualidad |